# 72-й пограничный отряд войск НКВД
72-й пограничный отряд войск НКВД — соединение пограничных войск НКВД СССР, принимавшее участие в Великой Отечественной войне.

## История
Отряд сформирован в марте 1940 года после окончания Советско-финской войны, в Ковдозере.
На 22 июня 1941 года отряд, насчитывая 1383 человека личного состава, находился на обороне на участке советской государственной границы протяжённостью 115 километров в районе Кестеньги
Средь Карельских болот и озёр,

Где дремучие ели шумят,

Отражая фашистские орды,

Собирались заставы в отряд.

Припев:

72-й советский часовой

Всегда готовый в бой.

Вперёд, на бой! На бой!

Разъярённая чёрная туча

Заходила во фланги и тыл,

Но, сомкнувшись вокруг командира,

Наш отряд вероломов громил.

Припев:

72-й советский часовой

Всегда готовый в бой.

Вперёд, на бой! На бой!
В состав отряда входили 1-я пограничная комендатура в составе 1-й резервной пограничной заставы, 1-й — 4-й пограничных застав, 2-я пограничная комендатура в составе 2-й резервной пограничной заставы, 5-й — 8-й пограничных застав, 3-я пограничная комендатура в составе 3-й резервной пограничной заставы, 9-й — 12-й пограничных застав, 4-я пограничная комендатура в составе 4-й резервной пограничной заставы, 13-й — 16-й пограничных застав. Входил в состав Управления пограничных войск НКВД Карело-Финского пограничного округа.
Штаб отряда находился в селе Оланга.
В составе действующей армии с 22 июня 1941 по 30 ноября 1941 года.
С началом войны в ходе оборонительной операции отряд приступил к боевым действиям на кестеньгском направлении. Первой из застав отряда 1 июля 1941 года в бои вступила 10-я пограничная застава, которая попала в полуокружение, и в течение 14 часов вела бой, после чего по приказу ушла на другой рубеж. 5 июля 1941 года отряд вёл бои за село Оланга, которое вынужден был оставить.  В первой декаде июля 1941 года все линейные заставы отряда были сведены в семь боевых групп численностью каждая по 110-112 человек. На базе отряда был также создан партизанский отряд, численностью 230 человек в основном из числа местных жителей (карелы, финны) для совершения диверсий в тылу врага. Большая часть отряда вела боевые действия совместно с единственным на тот момент соединением РККА на кестеньгском направлении: 242-м стрелковым полком 104-й стрелковой дивизии, вместе с которым 7-8 июля 1941 года действует у Тунгозера, а со второй декады июля 1941 года - на подступах к реке Софьянга и за ней. Когда 30 июля 1941 года войска противника, усиленные резервами, сумели форсировать Софьянгу, отряд отступает по направлению на Кестеньгу, а после её оставления 7 августа 1941 года - на Лоухи. После введения в бой во второй половине августа 1941 года 88-й стрелковой дивизии, отряд действует уже в наступательных боях, отбрасывая противника к Кестеньге. В октябре - ноябре 1941 года отряд вёл тяжёлые боевые действия в районе деревни Окунева Губа и высоты Няу-Ваара, которые переходили в из рук в руки. В последней декаде ноября 1941 года, после боёв за высоту Няу-Ваара, снят с позиций и отведён в район деревни Пингосальма Кестеньгского района , где 30 ноября 1941 года переформирован в 72-й пограничный полк войск НКВД.

## Командиры
- майор  Гольцев Павел Александрович